# Basketball-Europameisterschaft 2007
Die Basketball-Europameisterschaft 2007 (offiziell: EuroBasket 2007) war die 35. Auflage dieses Turniers und fand vom 3. bis zum 16. September 2007 in Spanien statt. Nach den vielen Titelgewinnen der UdSSR gewann Russland erstmals die Goldmedaille, Spanien Silber und Litauen die Bronzemedaille. Russlands Andrei Kirilenko wurde zum wertvollsten Spieler des Turniers (MVP) gewählt. Bei dem Turnier ging es gleichzeitig um die Qualifikation zu den Olympischen Spielen 2008. Die beiden Finalisten qualifizierten sich direkt für die Spiele, die Mannschaften auf den Plätzen 3 bis 7 nehmen an einem Qualifikationsturnier im Juli 2008 teil. Da Spanien, als amtierender Weltmeister bereits qualifiziert, das Finale erreichte, reichte auch der dritte Platz für die direkte Qualifikation.
Bei der Basketball-Europameisterschaft handelt es sich um einen alle zwei Jahre ausgetragenen Basketballwettbewerb zwischen europäischen Nationalmannschaften, der durch die in München ansässige FIBA Europa, dem Europäischen Basketballverband, organisiert wird.

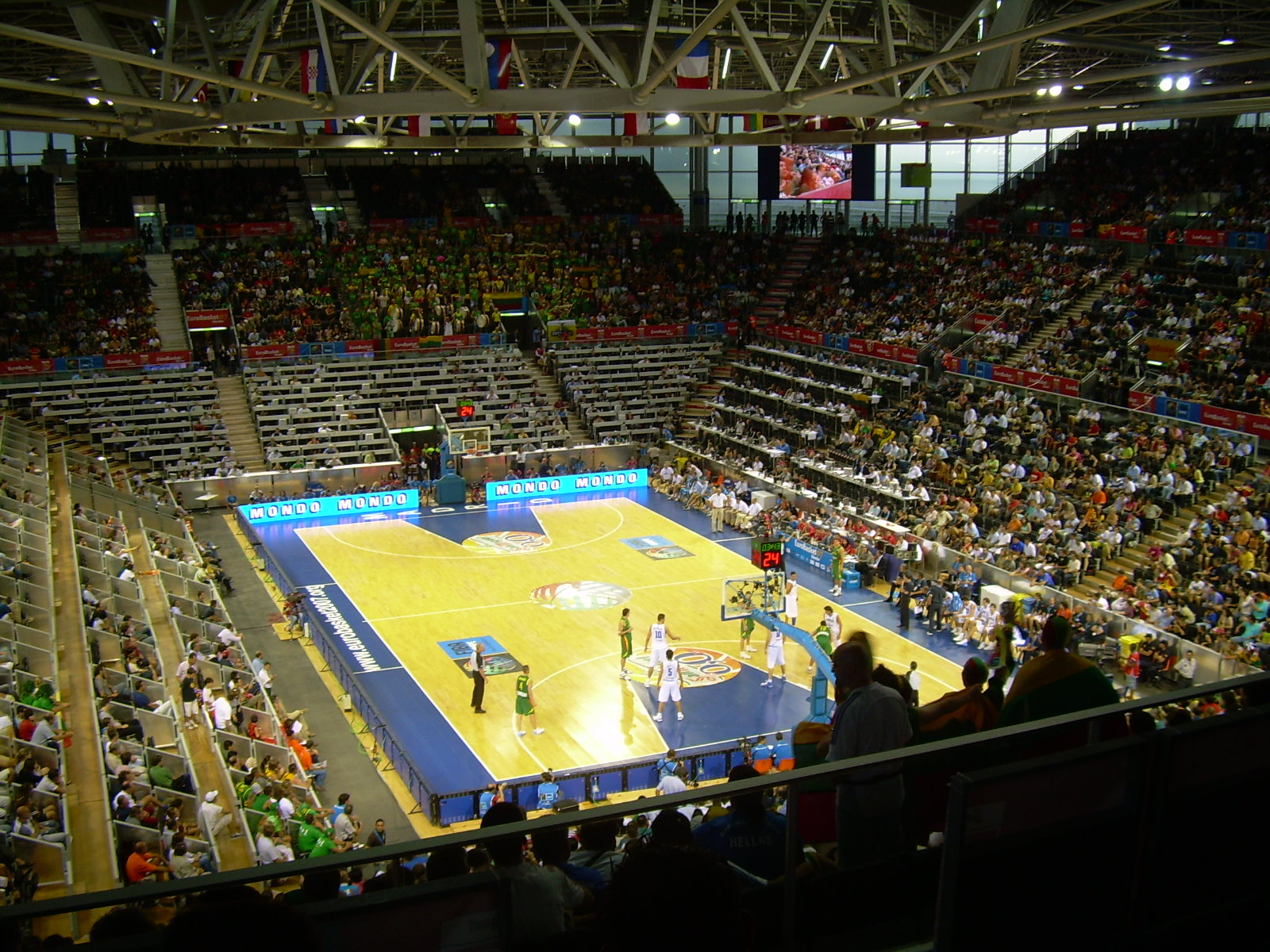
Litauen – Italien in der Telefónica Arena in Madrid

## Qualifikation
Insgesamt nahmen 16 Mannschaften an dem Turnier teil, die sich auf unterschiedliche Weise für das Turnier qualifizierten:
- Griechenland war als Titelverteidiger automatisch gesetzt.
- Die acht europäischen Teilnehmer der Basketball-Weltmeisterschaft 2006 – Deutschland, Frankreich, Italien, Litauen, Serbien, Slowenien, Spanien und die Türkei – waren direkt für die EuroBasket 2007 qualifiziert.
- Die weiteren sieben Teilnehmer wurden in einer Qualifikationsrunde ermittelt, die wieder in einer Division A und einer Division B ausgetragen wurde.

## Austragungsorte
| Gruppe        | Stadt             | Halle                                    | Erbaut | Plätze |
| ------------- | ----------------- | ---------------------------------------- | ------ | ------ |
| A             | Granada           | Palacio Municipal de Deportes de Granada | 1991   | 07.358 |
| B             | Sevilla           | Palacio Municipal de Deportes San Pablo  | 1988   | 10.000 |
| C             | Palma de Mallorca | Velódromo de Palma                       | 2006   | 06.000 |
| D             | Alicante          | Centro de Tecnificación                  | 1992   | 05.425 |
| Zwischenrunde | Madrid            | Telefónica Arena                         | 2003   | 10.500 |
| Finalrunde    | Madrid            | Palacio de Deportes                      | 2004   | 15.500 |

## Vorrunde
In der Vorrunde spielten jeweils vier Mannschaften in vier Gruppen gegeneinander. Der Sieger eines Spiels erhielt zwei Punkte, der Verlierer einen Punkt.
Am 19. Oktober 2006 wurden die Gruppen in Madrid ausgelost.

### Gruppe A –Granada
| Spiel | Datum      | Team 1       | Team 2       | Ergebnis | 1. V. | 2. V. | 3. V. | 4. V. | Verl. |
| ----- | ---------- | ------------ | ------------ | -------- | ----- | ----- | ----- | ----- | ----- |
| A1    | 03.09.2007 | Serbien      | Russland     | 65:73    | 13:21 | 17:17 | 18:16 | 17:19 | –     |
| A2    | 03.09.2007 | Israel       | Griechenland | 66:76    | 16:19 | 15:12 | 17:21 | 18:24 | –     |
| A3    | 04.09.2007 | Russland     | Israel       | 90:56    | 17:15 | 23:13 | 26:13 | 24:15 | –     |
| A4    | 04.09.2007 | Griechenland | Serbien      | 68:67    | 12:11 | 19:20 | 09:07 | 16:18 | 12:11 |
| A5    | 05.09.2007 | Israel       | Serbien      | 87:83    | 16:23 | 20:22 | 25:15 | 26:23 | –     |
| A6    | 05.09.2007 | Russland     | Griechenland | 61:53    | 15:08 | 10:14 | 19:16 | 17:15 | –     |

| Platz | Team         | Spiele | Siege | Niederl. | Punkte | Körbe   | Diff | qualifiziert für |
| ----- | ------------ | ------ | ----- | -------- | ------ | ------- | ---- | ---------------- |
| 1     | Russland     | 3      | 3     | 0        | 6      | 224:174 | +50  | Zwischenrunde    |
| 2     | Griechenland | 3      | 2     | 1        | 5      | 197:194 | +03  | Zwischenrunde    |
| 3     | Israel       | 3      | 1     | 2        | 4      | 209:249 | −40  | Zwischenrunde    |
| 4     | Serbien      | 3      | 0     | 3        | 3      | 215:228 | −13  |                  |

In der Gruppe A der Europameisterschaft wurde Vizeweltmeister Griechenland zum Start seiner Favoritenrolle nicht gerecht, einem glanzlosen Sieg über Israel ließ das Team einen hart erkämpften 68:67-Sieg über Serbien folgen, im letzten Spiel verloren sie gar gegen das überraschend befreit aufspielende Team aus Russland mit 53:61.
Die Überraschung der Vorrunde war das Team aus Russland, das alle drei Spiele für sich entscheiden konnte, im ersten Spiel wurde Serbien mit 73:65 geschlagen. Im zweiten Match gewann Russland gegen Israel deutlich mit 90:56. Im letzten Spiel wurde der Favorit aus Griechenland besiegt, sodass Russland als Gruppensieger in die Zwischenrunde einzog.
Israel hielt lange gut mit gegen Griechenland, verlor aber doch noch mit 66:76. Im zweiten Spiel verloren sie gegen Russland jedoch überdeutlich mit 56:90. Im letzten Spiel gewann der Außenseiter überraschend mit 87:83 gegen Serbien und zog in die Zwischenrunde ein.
Serbien stellte sich als große Enttäuschung heraus und verlor alle seine Spiele ohne jedoch einmal klar zu verlieren, das Team trat als jüngstes Team der EM auf, selbst NBA-Star Milicic war gerade erst 22 Jahre alt, dieser leistete sich im letzten Spiel einen großen Ausraster und beleidigte die Schiedsrichter.

### Gruppe B –Sevilla
| Spiel | Datum      | Team 1   | Team 2   | Ergebnis | 1. V. | 2. V. | 3. V. | 4. V. | Verl. |
| ----- | ---------- | -------- | -------- | -------- | ----- | ----- | ----- | ----- | ----- |
| B1    | 03.09.2007 | Lettland | Kroatien | 85:77    | 18:18 | 18:18 | 20:15 | 29:26 | –     |
| B2    | 03.09.2007 | Portugal | Spanien  | 56:82    | 13:23 | 08:23 | 14:18 | 21:18 | –     |
| B3    | 04.09.2007 | Kroatien | Portugal | 90:68    | 19:19 | 23:17 | 33:14 | 15:18 | –     |
| B4    | 04.09.2007 | Spanien  | Lettland | 93:77    | 25:20 | 16:16 | 29:19 | 23:22 | –     |
| B5    | 05.09.2007 | Portugal | Lettland | 77:67    | 17:09 | 11:15 | 27:20 | 22:23 | –     |
| B6    | 05.09.2007 | Kroatien | Spanien  | 85:84    | 21:28 | 19:22 | 27:15 | 18:19 | –     |

| Platz | Team     | Spiele | Siege | Niederl. | Punkte | Körbe   | Diff | qualifiziert für |
| ----- | -------- | ------ | ----- | -------- | ------ | ------- | ---- | ---------------- |
| 1     | Kroatien | 3      | 2     | 1        | 5      | 252:237 | +15  | Zwischenrunde    |
| 2     | Spanien  | 3      | 2     | 1        | 5      | 259:218 | +41  | Zwischenrunde    |
| 3     | Portugal | 3      | 1     | 2        | 4      | 201:239 | −38  | Zwischenrunde    |
| 4     | Lettland | 3      | 1     | 2        | 4      | 229:247 | −18  |                  |

Kroatien spielte in den ersten Turniertagen auf und ab, die Mannschaft zeigte im ersten Spiel wenig von ihrer wahren Klasse und verlor gegen Lettland mit 77:85. Im zweiten Match waren sie deutlich verbessert und schlugen Portugal, den Außenseiter der Gruppe mit 90:68. Im letzten Spiel lag man gegen den amtierenden Weltmeister Spanien schon mit 40:50 zurück und sah bereits wie der Verlierer aus, doch die Kroaten zeigten eine unglaubliche Leistung, ließen die Spanier um Superstar Gasol nicht mehr ins Spiel kommen und gewannen mit 85:84.
Spanien zeigte bereits im ersten Spiel eine starke Leistung und gewann mit 82:56 gegen Portugal. Im zweiten Spiel schlugen sie Lettland mit 93:77 auch deshalb, weil Pau Gasol 26 Punkte hierzu beisteuerte. Im letzten Spiel führten sie lange gegen Kroatien und sahen wie der Sieger aus, doch Kroatien holte eindrucksvoll auf und Spanien verlor noch mit 84:85, die zweite Riesenüberraschung des Turniers war hiermit perfekt.
Portugal war der klare Außenseiter der Gruppe, sie verloren gegen Weltmeister Spanien erwartungsgemäß hoch mit 56:82. Im zweiten Spiel gegen Kroatien spielten sie mutlos auf, trauten sich zu wenig zu und verloren deutlich mit 68:90. Erst im dritten Spiel zeigten die Portugiesen, dass sie eine recht gute Mannschaft beisammenhatten: Im Spiel gegen Lettland gewannen sie mit 77:67 Punkten deutlich, was nach dem vorherigen Turnierverlauf nicht zu erwarten war.
Lettland schlug im ersten Spiel die favorisierte kroatische Auswahl mit 85:77. Im zweiten Spiel gegen Spanien kassierte das Team die erwartete Niederlage mit 77:93. Man erwartete nicht, dass Lettland ausschied, doch sie verloren gegen Portugal. Damit verabschiedete sich eine weitere recht gute Mannschaft schon früher als erwartet.

### Gruppe C –Palmade Mallorca
| Spiel | Datum      | Team 1      | Team 2      | Ergebnis | 1. V. | 2. V. | 3. V. | 4. V. | Verl. |
| ----- | ---------- | ----------- | ----------- | -------- | ----- | ----- | ----- | ----- | ----- |
| C1    | 03.09.2007 | Tschechien  | Deutschland | 78:83    | 14:12 | 17:13 | 13:21 | 30:28 | 4:9   |
| C2    | 03.09.2007 | Türkei      | Litauen     | 69:86    | 16:19 | 20:25 | 12:19 | 21:23 | –     |
| C3    | 04.09.2007 | Litauen     | Tschechien  | 95:75    | 32:15 | 22:16 | 18:24 | 23:20 | –     |
| C4    | 04.09.2007 | Deutschland | Türkei      | 79:49    | 16:11 | 24:16 | 18:12 | 21:10 | –     |
| C5    | 05.09.2007 | Litauen     | Deutschland | 84:80    | 30:17 | 19:15 | 19:25 | 16:23 | –     |
| C6    | 05.09.2007 | Tschechien  | Türkei      | 72:80    | 15:28 | 16:18 | 18:13 | 23:21 | –     |

| Platz | Team        | Spiele | Siege | Niederl. | Punkte | Körbe   | Diff | qualifiziert für |
| ----- | ----------- | ------ | ----- | -------- | ------ | ------- | ---- | ---------------- |
| 1     | Litauen     | 3      | 3     | 0        | 6      | 265:224 | +41  | Zwischenrunde    |
| 2     | Deutschland | 3      | 2     | 1        | 5      | 242:211 | +31  | Zwischenrunde    |
| 3     | Türkei      | 3      | 1     | 2        | 4      | 198:237 | −39  | Zwischenrunde    |
| 4     | Tschechien  | 3      | 0     | 3        | 3      | 225:258 | −33  |                  |

Litauen, der Weltmeisterschaftssiebte des Vorjahres, galt neben Spanien und Griechenland als der große Favorit dieses Turniers und zeigte dies im ersten Spiel gegen den hoch eingeschätzten Gegner aus der Türkei eindrucksvoll, als sie den Türken mit 85:69 ihre Grenzen aufzeigten. Diese hatten Litauen bei der WM 2006 zweimal geschlagen. Im zweiten Spiel gewann das Team um Superstar Šarūnas Jasikevičius ebenfalls deutlich gegen Tschechien mit 95:75. Im dritten Spiel gegen Deutschland verspielten die Litauer eine 53:32-Führung, dennoch gewannen sie mit 84:80.
Deutschland um Superstar Nowitzki zeigte im ersten Spiel eine schwache Vorstellung und hatte Glück, dass Tschechien zur Halbzeit nur knapp führte; erst in der Verlängerung setzte sich die deutsche Mannschaft durch. In der Partie gegen die Türkei zeigten die Deutschen ihre beste Turnierleistung und schlugen die Türkei deutlich mit 79:49. Im letzten Spiel verloren sie knapp gegen Topfavorit Litauen mit 80:84.
Die Türkei überzeugte in den ersten Tagen des Turniers überhaupt nicht und verlor die ersten beiden Spiele klar gegen Litauen und Deutschland. Erst im letzten Spiel blitzte die Klasse des Teams teilweise auf, als man Tschechien mit 80:72 besiegte.
Die Tschechen zeigten eine beherzte Leistung und verpassten gegen Deutschland knapp die große Sensation, als man sich erst in der Verlängerung geschlagen geben musste. Im zweiten Spiel war das Team gegen Litauen jedoch chancenlos und verlor deutlich mit 75:95. Im letzten Spiel war die Mannschaft mit 72:80 recht knapp unterlegen und schied zwar erwartungsgemäß aus, doch hatte das Team nicht enttäuscht.

### Gruppe D –Alicante
| Spiel | Datum      | Team 1     | Team 2     | Ergebnis | 1. V. | 2. V. | 3. V. | 4. V. | Verl. |
| ----- | ---------- | ---------- | ---------- | -------- | ----- | ----- | ----- | ----- | ----- |
| D1    | 03.09.2007 | Polen      | Frankreich | 66:74    | 18:22 | 14:13 | 21:25 | 13:14 | –     |
| D2    | 03.09.2007 | Italien    | Slowenien  | 68:69    | 14:21 | 11:17 | 20:18 | 23:13 | –     |
| D3    | 04.09.2007 | Frankreich | Italien    | 69:62    | 17:20 | 14:16 | 20:11 | 18:15 | –     |
| D4    | 04.09.2007 | Slowenien  | Polen      | 70:52    | 13:19 | 21:07 | 12:07 | 24:19 | –     |
| D5    | 05.09.2007 | Slowenien  | Frankreich | 67:66    | 16:18 | 15:21 | 21:17 | 15:10 | –     |
| D6    | 05.09.2007 | Polen      | Italien    | 70:79    | 16:14 | 19:27 | 22:23 | 13:15 | –     |

| Platz | Team       | Spiele | Siege | Niederl. | Punkte | Körbe   | Diff | qualifiziert für |
| ----- | ---------- | ------ | ----- | -------- | ------ | ------- | ---- | ---------------- |
| 1     | Slowenien  | 3      | 3     | 0        | 6      | 206:186 | +20  | Zwischenrunde    |
| 2     | Frankreich | 3      | 2     | 1        | 5      | 209:195 | +14  | Zwischenrunde    |
| 3     | Italien    | 3      | 1     | 2        | 4      | 209:208 | +01  | Zwischenrunde    |
| 4     | Polen      | 3      | 0     | 3        | 3      | 188:223 | −35  |                  |

Sloweniens Mannschaft war die Überraschung in dieser Gruppe, in der drei Weltmeisterschaftsteilnehmer des Vorjahres mitspielten, die alle als Mitfavorit eingeschätzt worden waren. Im ersten Spiel schlugen die Slowenen Italien mit 69:68. Im zweiten Spiel ließen sie Außenseiter Polen keine Chance und gewannen 70:52. Gegen Frankreich konnte Slowenien ebenfalls gewinnen mit 67:66, damit hatte Slowenien die schwierigste Gruppe des Turniers gemeistert.
Frankreich konnte noch nicht richtig überzeugen, man schlug Polen zwar mit 74:66, doch tat man sich lange Zeit sehr schwer trotz Stars wie Turiaf und Tony Parker. Gegen Italien zeigte man eine stärkere Leistung, doch gewannen die Franzosen nur knapp mit 69:62 dank 36 Punkten von Parker. Gegen Slowenien verloren die Franzosen dann mit 66:67.
Italien war vom großen Pech verfolgt, so führte man im ersten Spiel kurz vor dem Ende 68:66 und kassierte noch einen Dreier und verlor. Im zweiten Spiel verschlief man das dritte Viertel und verlor ebenfalls, sodass man im letzten Spiel gegen Polen gewinnen musste; erst hier spielten die Italiener mit den jungen NBA-Spielern Belinelli und Bargnani wesentlich routinierter und gewannen mit 79:70 und verhinderten ein frühes Ausscheiden.
Für Polen war Außenseiter in der schwersten Gruppe des Turniers, man verlor alle drei Spiele, aber das Team hielt gegen Frankreich lange mit. Gegen Slowenien hatte das Team keine Chance, auch gegen Italien lag die Mannschaft ständig mit 7 bis 12 Punkten hinten und verlor am Ende mit 9 Punkten Unterschied.

## Zwischenrunde
Nach der Vorrunde qualifizierten sich jeweils die ersten drei Mannschaften einer Gruppe für die Zwischenrunde. Die drei Teams der Gruppen A und B bildeten die Gruppe E, die Qualifizierten der Gruppen C und D bildeten die neue Gruppe F. Jedes Team trat einmal gegen jedes der drei Teams aus der anderen Vorrundengruppe an. Die Punkte aus den Vorrundenspielen wurden weitergeführt.

### Gruppe E –Madrid
| Spiel | Datum      | Team 1       | Team 2       | Ergebnis | 1. V. | 2. V. | 3. V. | 4. V. | Verl. |
| ----- | ---------- | ------------ | ------------ | -------- | ----- | ----- | ----- | ----- | ----- |
| E1    | 07.09.2007 | Portugal     | Russland     | 65:78    | 13:16 | 17:28 | 19:24 | 16:10 | –     |
| E2    | 07.09.2007 | Spanien      | Griechenland | 76:58    | 23:15 | 22:09 | 11:15 | 20:19 | –     |
| E3    | 07.09.2007 | Israel       | Kroatien     | 80:75    | 14:17 | 19:18 | 20:16 | 27:24 | –     |
| E4    | 09.09.2007 | Russland     | Spanien      | 69:81    | 23:20 | 12:20 | 16:23 | 18:18 | –     |
| E5    | 09.09.2007 | Portugal     | Israel       | 94:85    | 28:14 | 18:20 | 19:14 | 29:37 | –     |
| E6    | 09.09.2007 | Griechenland | Kroatien     | 81:78    | 20:19 | 13:21 | 25:14 | 23:24 | –     |
| E7    | 11.09.2007 | Kroatien     | Russland     | 70:83    | 21:19 | 21:22 | 14:19 | 14:23 | –     |
| E8    | 11.09.2007 | Griechenland | Portugal     | 85:67    | 16:17 | 29:17 | 19:13 | 21:20 | –     |
| E9    | 11.09.2007 | Spanien      | Israel       | 99:73    | 19:29 | 28:19 | 27:20 | 23:05 | –     |

| Platz | Team         | Spiele | Siege | Niederl. | Punkte | Körbe   | Diff | qualifiziert für |
| ----- | ------------ | ------ | ----- | -------- | ------ | ------- | ---- | ---------------- |
| 1     | Spanien      | 5      | 4     | 1        | 9      | 422:341 | +81  | Viertelfinale    |
| 2     | Russland     | 5      | 4     | 1        | 9      | 381:325 | +56  | Viertelfinale    |
| 3     | Griechenland | 5      | 3     | 2        | 8      | 353:348 | +05  | Viertelfinale    |
| 4     | Kroatien     | 5      | 2     | 3        | 7      | 398:396 | +02  | Viertelfinale    |
| 5     | Portugal     | 5      | 1     | 4        | 6      | 350:420 | −70  |                  |
| 6     | Israel       | 5      | 1     | 4        | 6      | 360:434 | −74  |                  |

### Gruppe F –Madrid
| Spiel | Datum      | Team 1      | Team 2      | Ergebnis | 1. V. | 2. V. | 3. V. | 4. V. | Verl. |
| ----- | ---------- | ----------- | ----------- | -------- | ----- | ----- | ----- | ----- | ----- |
| F1    | 08.09.2007 | Italien     | Litauen     | 74:79    | 13:21 | 26:19 | 22:22 | 13:17 | –     |
| F2    | 08.09.2007 | Frankreich  | Deutschland | 78:66    | 26:20 | 21:19 | 15:10 | 16:17 | –     |
| F3    | 08.09.2007 | Türkei      | Slowenien   | 51:66    | 15:20 | 14:11 | 11:15 | 11:20 | –     |
| F4    | 10.09.2007 | Litauen     | Frankreich  | 88:73    | 19:18 | 29:14 | 20:28 | 20:13 | –     |
| F5    | 10.09.2007 | Italien     | Türkei      | 84:75    | 15:29 | 19:14 | 24:11 | 12:16 | 14:05 |
| F6    | 10.09.2007 | Deutschland | Slowenien   | 47:77    | 09:30 | 13:15 | 12:18 | 13:14 | –     |
| F7    | 12.09.2007 | Slowenien   | Litauen     | 61:80    | 18:26 | 23:18 | 08:19 | 12:17 | –     |
| F8    | 12.09.2007 | Deutschland | Italien     | 67:58    | 12:18 | 15:09 | 19:10 | 21:21 | –     |
| F9    | 12.09.2007 | Frankreich  | Türkei      | 85:64    | 20:22 | 23:13 | 13:08 | 29:21 | –     |

| Platz | Team        | Spiele | Siege | Niederl. | Punkte | Körbe   | Diff | qualifiziert für |
| ----- | ----------- | ------ | ----- | -------- | ------ | ------- | ---- | ---------------- |
| 1     | Litauen     | 5      | 5     | 0        | 10     | 417:357 | +70  | Viertelfinale    |
| 2     | Slowenien   | 5      | 4     | 1        | 9      | 340:312 | +28  | Viertelfinale    |
| 3     | Frankreich  | 5      | 3     | 2        | 8      | 371:347 | +24  | Viertelfinale    |
| 4     | Deutschland | 5      | 2     | 3        | 7      | 339:346 | −07  | Viertelfinale    |
| 5     | Italien     | 5      | 1     | 4        | 6      | 346:359 | −13  |                  |
| 6     | Türkei      | 5      | 0     | 5        | 5      | 308:400 | −92  |                  |

## Finalrunde

### Modus
Nach der Zwischenrunde qualifizierten sich jeweils die ersten vier Teams der beiden Gruppen E und F für die Finalrunde. Gespielt wurde im Viertelfinale über Kreuz gegen einen Gegner aus der jeweils anderen Zwischenrundengruppe. Anschließend trafen sowohl die Sieger der Viertelfinals im Halbfinale aufeinander, als auch die Verlierer in der Platzierungsrunde um die Ränge 5 bis 8. Die Sieger der Halbfinalspiele bestritten das Finale, die Verlierer das Spiel um Platz 3. Die Sieger der Platzierungsspiele spielten um Platz 5, die Verlierer um Platz 7.

### Turnierbaum
Alle Zeiten in Mitteleuropäischer Sommerzeit (MESZ)
|  | Viertelfinale                   | Viertelfinale                   |                                 |                                 | Halbfinale                      | Halbfinale |  |  | Finale                          | Finale                          |
|  |                                 |                                 |                                 |                                 |                                 |            |  |  |                                 |                                 |
|  | 43 – 13. September 2007 – 21:30 |                                 |                                 |                                 |                                 |            |  |  |                                 |                                 |
|  | Spanien                         | 83                              |                                 |                                 |                                 |            |  |  |                                 |                                 |
|  | Spanien                         | 83                              | 49 – 15. September 2007 – 19:00 |                                 |                                 |            |  |  |                                 |                                 |
|  | Deutschland                     | 55                              |                                 |                                 |                                 |            |  |  |                                 |                                 |
|  | Deutschland                     | 55                              | Spanien                         | 82                              |                                 |            |  |  |                                 |                                 |
|  |                                 |                                 | Spanien                         | 82                              |                                 |            |  |  |                                 |                                 |
|  |                                 | Griechenland                    | 77                              |                                 |                                 |            |  |  |                                 |                                 |
|  | Slowenien                       | Griechenland                    | 77                              | 62                              |                                 |            |  |  |                                 |                                 |
|  | Slowenien                       |                                 |                                 | 62                              |                                 |            |  |  |                                 |                                 |
|  | Griechenland                    | 63                              |                                 | 54 – 16. September 2007 – 21:30 | 54 – 16. September 2007 – 21:30 |            |  |  |                                 |                                 |
|  | 45 – 14. September 2007 – 21:30 | 45 – 14. September 2007 – 21:30 | Spanien                         | 59                              |                                 |            |  |  |                                 |                                 |
|  | 44 – 13. September 2007 – 19:00 | 44 – 13. September 2007 – 19:00 |                                 | Russland                        | 60                              |            |  |  |                                 |                                 |
|  | Russland                        | 75                              |                                 |                                 |                                 |            |  |  |                                 |                                 |
|  | Frankreich                      | 71                              |                                 |                                 |                                 |            |  |  |                                 |                                 |
|  | Frankreich                      | 71                              | Russland                        | 86                              |                                 |            |  |  |                                 |                                 |
|  |                                 |                                 | Russland                        | 86                              | Spiel um Platz 3                |            |  |  |                                 |                                 |
|  |                                 | Litauen                         | 74                              |                                 |                                 |            |  |  |                                 |                                 |
|  | Litauen                         | Litauen                         | 74                              | 74                              | Griechenland                    | 69         |  |  |                                 |                                 |
|  | Litauen                         | 50 – 15. September 2007 – 21:30 |                                 | 74                              | Griechenland                    | 69         |  |  |                                 |                                 |
|  | Kroatien                        | 72                              |                                 | Litauen                         | 78                              |            |  |  |                                 |                                 |
|  | Kroatien                        | 72                              |                                 |                                 | 78                              |            |  |  |                                 |                                 |
|  | 46 – 14. September 2007 – 19:00 | 46 – 14. September 2007 – 19:00 |                                 |                                 |                                 |            |  |  | 53 – 16. September 2007 – 19:00 | 53 – 16. September 2007 – 19:00 |

#### Plätze 5 bis 8
|  | Platzierungsspiele              | Platzierungsspiele              |                                 |    | 5. und 6. Platz                 | 5. und 6. Platz                 |
|  |                                 |                                 |                                 |    |                                 |                                 |
|  | Deutschland                     | 69                              |                                 |    |                                 |                                 |
|  | Slowenien                       | 65                              |                                 |    |                                 |                                 |
|  | 47 – 15. September 2007 – 16:30 |                                 |                                 |    |                                 |                                 |
|  |                                 |                                 | 52 – 16. September 2007 – 16:30 |    |                                 |                                 |
|  | Deutschland                     | 80                              |                                 |    |                                 |                                 |
|  |                                 | Kroatien                        | 71                              |    |                                 |                                 |
|  |                                 |                                 |                                 |    |                                 |                                 |
|  | 7. und 8. Platz                 |                                 |                                 |    |                                 |                                 |
|  | 48 – 15. September 2007 – 14:00 | 48 – 15. September 2007 – 14:00 | Slowenien                       | 88 |                                 |                                 |
|  | Frankreich                      | 69                              | Frankreich                      | 74 |                                 |                                 |
|  | Kroatien                        | 86                              |                                 |    | 51 – 16. September 2007 – 14:00 | 51 – 16. September 2007 – 14:00 |

### Viertelfinale
| Spiel | Datum      | Team 1    | Team 2       | Ergebnis | 1. V. | 2. V. | 3. V. | 4. V. | Verl. | Topscorer                    |
| ----- | ---------- | --------- | ------------ | -------- | ----- | ----- | ----- | ----- | ----- | ---------------------------- |
| 43    | 13.09.2007 | Spanien   | Deutschland  | 83:55    | 18:14 | 22:13 | 26:16 | 17:12 | –     | Calderón 17; Nowitzki 11     |
| 44    | 13.09.2007 | Russland  | Frankreich   | 75:71    | 21:23 | 18:19 | 14:14 | 22:15 | –     | Chrjapa 16; Diaw 17          |
| 46    | 14.09.2007 | Litauen   | Kroatien     | 74:72    | 17:19 | 21:16 | 15:20 | 21:17 | –     | Songaila 20; Planinić 16     |
| 45    | 14.09.2007 | Slowenien | Griechenland | 62:63    | 17:14 | 17:14 | 17:12 | 11:23 | –     | Nesterovič 16; Papaloukas 17 |

### Platzierungsspiele
| Spiel | Datum      | Team 1      | Team 2    | Ergebnis | 1. V. | 2. V. | 3. V. | 4. V. | Verl. | Topscorer                       |
| ----- | ---------- | ----------- | --------- | -------- | ----- | ----- | ----- | ----- | ----- | ------------------------------- |
| 47    | 15.09.2007 | Deutschland | Slowenien | 69:65    | 18:16 | 14:15 | 14:23 | 23:11 | –     | Nowitzki 28; Lakovič 17         |
| 48    | 15.09.2007 | Frankreich  | Kroatien  | 69:86    | 13:21 | 18:26 | 19:14 | 19:25 | –     | Parker 18; Popović, Planinić 15 |

### Halbfinale
| Spiel | Datum      | Team 1   | Team 2       | Ergebnis | 1. V. | 2. V. | 3. V. | 4. V. | Verl. | Topscorer                       |
| ----- | ---------- | -------- | ------------ | -------- | ----- | ----- | ----- | ----- | ----- | ------------------------------- |
| 49    | 15.09.2007 | Spanien  | Griechenland | 82:77    | 24:18 | 17:21 | 18:21 | 23:17 | –     | Gasol, Navarro 23; Spanoulis 24 |
| 50    | 15.09.2007 | Russland | Litauen      | 86:74    | 25:12 | 15:21 | 25:25 | 21:16 | –     | Kirilenko 29; Šiškauskas 30     |

### Spiel um Platz 7
| Spiel | Datum      | Team 1    | Team 2     | Ergebnis | 1. V. | 2. V. | 3. V. | 4. V. | Verl. | Topscorer             |
| ----- | ---------- | --------- | ---------- | -------- | ----- | ----- | ----- | ----- | ----- | --------------------- |
| 51    | 16.09.2007 | Slowenien | Frankreich | 88:74    | 18:17 | 18:23 | 15:17 | 37:17 | –     | Lakovič 26; Parker 31 |

### Spiel um Platz 5
| Spiel | Datum      | Team 1      | Team 2   | Ergebnis | 1. V. | 2. V. | 3. V. | 4. V. | Verl. | Topscorer             |
| ----- | ---------- | ----------- | -------- | -------- | ----- | ----- | ----- | ----- | ----- | --------------------- |
| 52    | 16.09.2007 | Deutschland | Kroatien | 80:71    | 16:25 | 20:19 | 22:13 | 22:14 | –     | Nowitzki 31; Banić 16 |

### Spiel um Platz 3
| Spiel | Datum      | Team 1       | Team 2  | Ergebnis | 1. V. | 2. V. | 3. V. | 4. V. | Verl. | Topscorer                  |
| ----- | ---------- | ------------ | ------- | -------- | ----- | ----- | ----- | ----- | ----- | -------------------------- |
| 53    | 16.09.2007 | Griechenland | Litauen | 69:78    | 19:20 | 15:21 | 20:21 | 15:16 | –     | Zisis 23; K. Lavrinovič 19 |

### Finale
| Spiel | Datum      | Team 1  | Team 2   | Ergebnis | 1. V. | 2. V. | 3. V. | 4. V. | Verl. | Topscorer                 |
| ----- | ---------- | ------- | -------- | -------- | ----- | ----- | ----- | ----- | ----- | ------------------------- |
| 54    | 16.09.2007 | Spanien | Russland | 59:60    | 22:11 | 12:20 | 15:15 | 10:14 | –     | Calderón 15; Kirilenko 17 |

## Endstand
| Rang                                 | Team         | Siege : Niederl. | Korbverhältnis |
| ------------------------------------ | ------------ | ---------------- | -------------- |
| 1                                    | Russland     | 8 : 1            | 1,1364         |
| 2                                    | Spanien      | 7 : 2            | 1,2115         |
| 3                                    | Litauen      | 8 : 1            | 1,1010         |
| 4                                    | Griechenland | 5 : 4            | 0,9859         |
| 5                                    | Deutschland  | 5 : 4            | 1,0116         |
| 6                                    | Kroatien     | 3 : 6            | 1,0129         |
| 7                                    | Slowenien    | 6 : 3            | 1,0714         |
| 8                                    | Frankreich   | 4 : 5            | 0,9815         |
| Nach der Zwischenrunde ausgeschieden |              |                  |                |
| 9                                    | Italien      | 2 : 4            | 0,9638         |
| 9                                    | Portugal     | 2 : 4            | 0,8333         |
| 11                                   | Israel       | 2 : 4            | 0,8295         |
| 11                                   | Türkei       | 1 : 5            | 0,7700         |
| Nach der Vorrunde ausgeschieden      |              |                  |                |
| 13                                   | Lettland     | 1 : 2            | 0,9271         |
| 13                                   | Serbien      | 0 : 3            | 0,9429         |
| 13                                   | Tschechien   | 0 : 3            | 0,8720         |
| 13                                   | Polen        | 0 : 3            | 0,8430         |

## Ehrungen
Zum besten Spieler des Turniers (MVP) wurde der Russe Andrei Kirilenko gewählt. In insgesamt neun Spielen erzielte Kirilenko durchschnittlich 18,0 Punkte, 8,6 Rebounds, 2,4 Assists und 1,8 Blocks pro Partie. Er hatte eine Trefferquote von 47,3 % (53 von 112) aus dem Feld und 82,8 % (48 von 58) von der Freiwurflinie.
Ins All-Tournament-Team wurden neben Kirilenko die Spanier Pau Gasol und José Calderón, der Deutsche Dirk Nowitzki sowie der Litauer Ramūnas Šiškauskas gewählt.

## Statistiken

### Insgesamt
- 54 Spiele
- 7.940 Punkte
- 3.749 Rebounds (davon 1.105 offensiv und 2.644 defensiv)
- 1.233 Assists
- 2.368 Fouls
- 1.361 Ballverluste
- 687 Steals
- 281 geblockte Würfe

### Meiste Punkte
| Spieler            | Nationalität | Punkte |
| ------------------ | ------------ | ------ |
| Dirk Nowitzki      | Deutschland  | 216    |
| Tony Parker        | Frankreich   | 181    |
| Pau Gasol          | Spanien      | 169    |
| Andrei Kirilenko   | Russland     | 162    |
| Ramūnas Šiškauskas | Litauen      | 124    |

### Meiste Punkte pro Spiel
| Spieler          | Nationalität | Punkte |
| ---------------- | ------------ | ------ |
| Dirk Nowitzki    | Deutschland  | 24,0   |
| Tony Parker      | Frankreich   | 20,1   |
| Hedo Türkoğlu    | Türkei       | 19,2   |
| Pau Gasol        | Spanien      | 18,8   |
| Andrei Kirilenko | Russland     | 18,0   |

### Meiste Rebounds pro Spiel
| Spieler          | Nationalität | Punkte |
| ---------------- | ------------ | ------ |
| Yaniv Green      | Israel       | 9,3    |
| Dirk Nowitzki    | Deutschland  | 8,7    |
| Andrei Kirilenko | Russland     | 8,6    |
| Wiktor Chrjapa   | Russland     | 7,8    |
| Mehmet Okur      | Türkei       | 7,7    |

### Meiste Assists pro Spiel
| Spieler              | Nationalität | Punkte |
| -------------------- | ------------ | ------ |
| Šarūnas Jasikevičius | Litauen      | 5,6    |
| Meir Tapiro          | Israel       | 5,0    |
| Jaka Lakovič         | Slowenien    | 4,3    |
| Massimo Bulleri      | Italien      | 4,0    |
| Wiktor Chrjapa       | Russland     | 3,2    |

## Die deutsche Mannschaft
Die deutsche Mannschaft bestand aus Stephen Arigbabu, Mithat Demirel, Patrick Femerling, Robert Garrett, Demond Greene, Guido Grünheid, Steffen Hamann, Johannes Herber, Jan Jagla, Dirk Nowitzki, Ademola Okulaja und Pascal Roller; Trainer war Dirk Bauermann.